# Herressen-Sulzbach
Herressen-Sulzbach is een  dubbeldorp in de Duitse gemeente Apolda in het landkreis Weimarer Land in Thüringen. 
Herressen wordt voor het eerst genoemd in een oorkonde uit 1209, terwijl de oudste vermelding van Sulzbach teruggaat tot 876. De kerk in Sulzbach stamt uit het einde van de twaalfde eeuw. In 1950 werden beide dorpen samengevoegd tot een gemeente, die in 1993 aan Apolda werd toegevoegd.